# Szigetország

Szigetországok

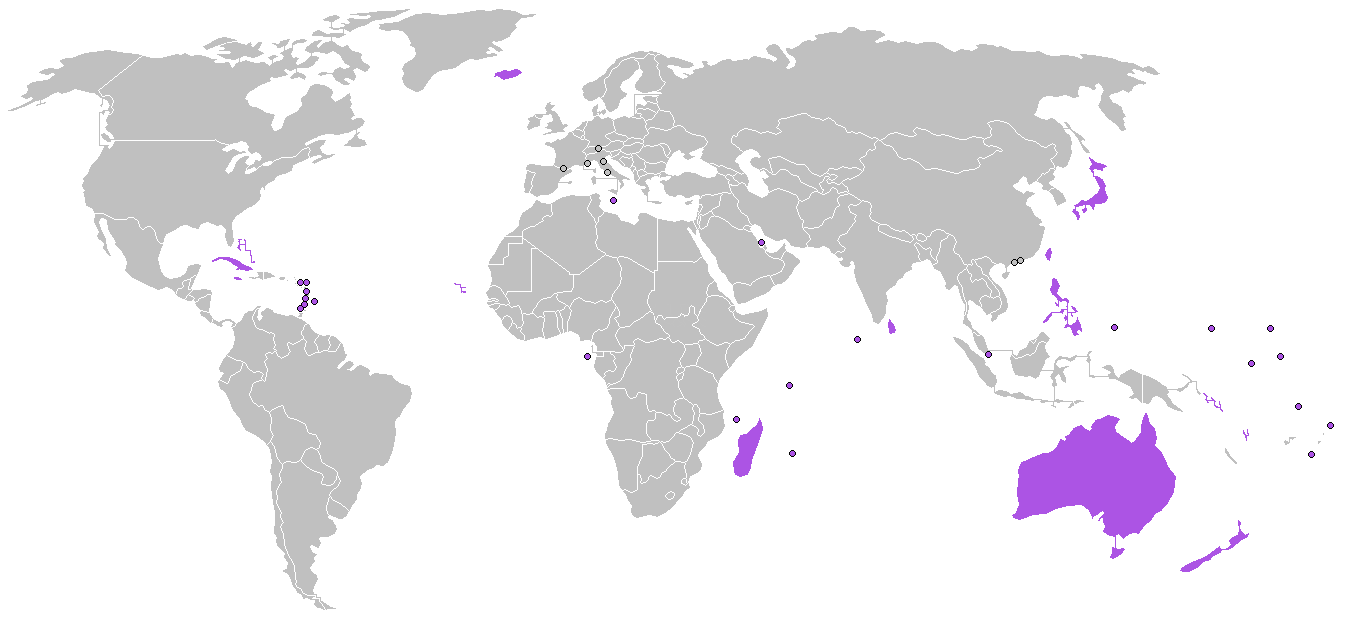
Szárazföldi határ nélküli országok

A szigetország elnevezést olyan független államokra használják, amelyek teljes területükkel egy vagy több szigeten fekszenek.
A magyar nyelv ezt a kifejezést leggyakrabban azokra az országokra használja, amelyek vagy csak egy, de legalábbis kevés szigeten fekszenek. Emiatt nem szokás szigetországnak nevezni például Indonéziát vagy Kiribatit. Az elnevezésben az is fontos, hogy az adott állam csak a szigeten vagy szigeteken terüljön el, és az egyedüli szuverén hatalom legyen azon a szigeten. Ez alól kivételt képez Írország, de emiatt nem szigetország Brunei. Ezek alapján a világon a következő országokat nevezik szigetországnak:
Európa
- Írország
- Izland
- Egyesült Királyság
- Málta
- Ciprus
- Man sziget

Ázsia
- Bahrein
- Srí Lanka
- Japán
- Maldív-szigetek
- Kínai Köztársaság
- Szingapúr

Óceánia
- Fidzsi-szigetek
- Nauru
- Palau
- Szamoa
- Tonga
- Tuvalu
- Új-Zéland
- Vanuatu

Amerika
- Antigua és Barbuda
- Barbados
- Dominikai Közösség
- Grenada
- Jamaica
- Kuba
- Saint Kitts és Nevis
- Saint Lucia
- Saint Vincent és a Grenadine-szigetek
- Trinidad és Tobago

Afrika
- São Tomé és Príncipe
- Comore-szigetek
- Madagaszkár
- Mauritius
- Seychelle-szigetek
- Zöld-foki Köztársaság

## Lásd még
- Szigetországok listája népsűrűség szerint